# Lista de líderes da Major League Baseball em jogos iniciados

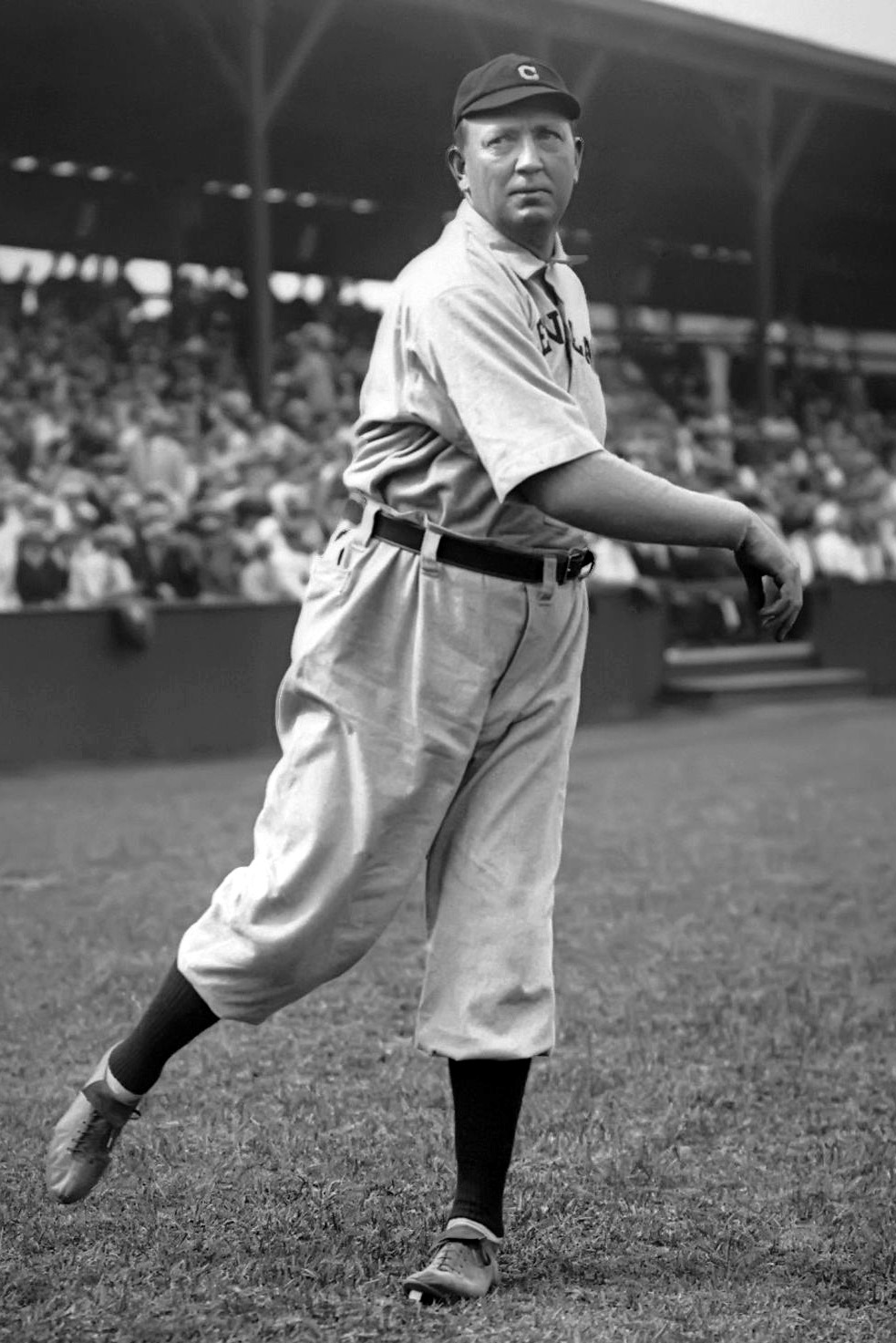
Cy Young, o líder de todos os tempos em jogos iniciados

Esta é uma lista de jogadores da Major League Baseball (MLB) com mais jogos iniciados na carreira. Nas estatísticas de beisebol, um arremessador é creditado com um jogo iniciado (denotado como games started ou GS) se ele é o primeiro arremessador de seu time em um jogo.
Cy Young detém o recorde da MLB com mais jogos iniciados com 815; Nolan Ryan é o segundo com 773. Young é o único arremessador na história da MLB a iniciar mais de 800 jogos na carreira. Nolan Ryan (773), Don Sutton (756), Greg Maddux (740), Phil Niekro (716), Steve Carlton (709), Roger Clemens (707) e Tommy John (700) são os únicos a iniciar mais de 700 jogos na carreira.

## Campo
| Posição           | Posição entre os líderes em jogos iniciados na carreira. Um campo em branco indica um empate. |
| Jogador (2016 GS) | Número de jogos inciados durante a temporada de 2016                                          |
| GS                | Total de jogos iniciados na carreira                                                          |
| *                 | Denota eleito para o National Baseball Hall of Fame.                                          |
| Itálico           | Denota jogador ativo.                                                                         |

## Líderes em jogos iniciados na carreira
- Estatísticas atualizadas até o final da temporada de 2016.

| Posição | Jogador (2016 GS)            | GS  |
| ------- | ---------------------------- | --- |
| 1       | Cy Young *                   | 815 |
| 2       | Nolan Ryan *                 | 773 |
| 3       | Don Sutton *                 | 756 |
| 4       | Greg Maddux *                | 740 |
| 5       | Phil Niekro *                | 716 |
| 6       | Steve Carlton *              | 709 |
| 7       | Roger Clemens                | 707 |
| 8       | Tommy John                   | 700 |
| 9       | Gaylord Perry *              | 690 |
| 10      | Pud Galvin *                 | 688 |
| 11      | Bert Blyleven *              | 685 |
| 12      | Tom Glavine *                | 682 |
| 13      | Walter Johnson *             | 666 |
| 14      | Warren Spahn *               | 665 |
| 15      | Tom Seaver *                 | 647 |
| 16      | Jamie Moyer                  | 638 |
| 17      | Jim Kaat                     | 625 |
| 18      | Frank Tanana                 | 616 |
| 19      | Early Wynn *                 | 611 |
| 20      | Robin Roberts *              | 609 |
| 21      | Randy Johnson *              | 603 |
| 22      | Grover Cleveland Alexander * | 600 |
| 23      | Ferguson Jenkins *           | 594 |
|         | Tim Keefe *                  | 594 |
| 25      | Bobby Mathews                | 568 |
| 26      | Dennis Martínez              | 562 |
|         | Kid Nichols *                | 562 |
| 28      | Eppa Rixey *                 | 554 |
| 29      | Christy Mathewson *          | 552 |
| 30      | Mickey Welch *               | 549 |
| 31      | Jerry Reuss                  | 547 |
| 32      | Red Ruffing *                | 538 |
| 33      | Mike Mussina                 | 536 |
| 34      | Eddie Plank *                | 529 |
|         | Rick Reuschel                | 529 |
| 36      | Jerry Koosman                | 527 |
|         | Jack Morris                  | 527 |
| 38      | Jim Palmer *                 | 521 |
|         | Andy Pettitte                | 521 |
| 40      | Jim Bunning *                | 519 |
| 41      | John Clarkson *              | 518 |
| 42      | Jack Powell                  | 516 |
| 43      | Gus Weyhing                  | 505 |
| 44      | Tony Mullane                 | 504 |
| 45      | Charlie Radbourn *           | 502 |
| 46      | Bartolo Colon (33)           | 500 |
| 47      | Joe Niekro                   | 500 |
| 48      | Bob Friend                   | 497 |
|         | Burleigh Grimes *            | 497 |
| 50      | Mickey Lolich                | 496 |

| Posição | Jogador (2016 GS) | GS  |
| ------- | ----------------- | --- |
| 51      | Mark Buehrle      | 493 |
| 52      | David Wells       | 489 |
| 53      | Claude Osteen     | 488 |
| 54      | Sad Sam Jones     | 487 |
| 55      | Jim McCormick     | 485 |
| 56      | Bob Feller *      | 484 |
|         | Ted Lyons *       | 484 |
|         | Luis Tiant        | 484 |
| 59      | Red Faber *       | 483 |
|         | Bobo Newsom       | 483 |
| 61      | Bob Gibson *      | 482 |
|         | CC Sabathia (30)  | 482 |
| 63      | John Smoltz *     | 481 |
| 64      | Tim Hudson        | 479 |
| 65      | Kevin Brown       | 476 |
|         | Catfish Hunter *  | 476 |
| 67      | Liván Hernández   | 474 |
|         | Kenny Rogers      | 474 |
| 69      | Vida Blue         | 473 |
|         | Earl Whitehill    | 473 |
| 71      | Vic Willis *      | 471 |
| 72      | Chuck Finley      | 467 |
| 73      | Orel Hershiser    | 466 |
| 74      | Don Drysdale *    | 465 |
|         | Milt Pappas       | 465 |
| 76      | Doyle Alexander   | 464 |
| 77      | Tim Wakefield     | 463 |
| 78      | Curt Simmons      | 462 |
|         | Bob Welch         | 462 |
| 80      | Mike Torrez       | 458 |
| 81      | Lefty Grove *     | 457 |
|         | Juan Marichal *   | 457 |
| 83      | Rick Wise         | 455 |
| 84      | Jim Perry         | 447 |
| 85      | Paul Derringer    | 445 |
| 86      | Kevin Millwood    | 443 |
|         | Jack Quinn        | 443 |
|         | Javier Vázquez    | 443 |
| 89      | Charlie Hough     | 440 |
|         | Mike Moore        | 440 |
| 91      | Whitey Ford *     | 438 |
| 92      | Curt Schilling    | 436 |
| 93      | Mel Harder        | 433 |
|         | Carl Hubbell *    | 433 |
|         | Billy Pierce      | 433 |
| 96      | A. J. Burnett     | 430 |
| 97      | Larry Jackson     | 429 |
| 98      | Mark Langston     | 428 |
|         | George Mullin     | 428 |
| 100     | Amos Rusie *      | 427 |

## Próximos jogadores com números relevantes
- Kyle Lohse (418)